# 国際哲学コレージュ
国際哲学コレージュ（こくさいてつがくコレージュ、仏: Collège international de philosophie, Ciph）は、パリの5区にある高等教育機関。フランス国民教育省の信託のもと、1901年制定のアソシアシオン（結社）法に基づいて1983年に設立された。
共同設立者はジャック・デリダ、フランソワ・シャトレ、ジャン＝ピエール・ファイユ、ドミニック・ルクール。
コレージュの目的は、フランスにおける哲学教育のあり方を再考し、制度的な権威（大学）から哲学を開放することである。予算の大部分は公的な補助金によって賄われている。講座担当者の「プログラム・ディレクター」の任期は6年（再任不可）で、3年に一度世界から候補者を募集し、応募者の中から選出している。候補者への応募資格に制限はなく、哲学的価値の相互評価（ピア・アセスメント）を通じてディレクターが選出される。
コレージュの認識では、哲学は「交差点」に、例えば哲学と科学の、あるいは哲学と法（学）が交わる場所に位置づけられることが望ましいとされる。したがって、候補者はジャック・デリダの理念であるこの「交差点」という急務に応じることが求められる。
コレージュには正規の学生はほとんどいない。修了者には「Diplôme du Collège international de philosophie」という証明書が発行されるが、これは正式な大学の学位ではない。しかし、フランスや諸外国で学位として認定された事例がある。正規学生でなくとも、セミナーへの出席は無料で誰にでも開かれている。

## 設立主旨
デリダがコレージュを設立したのは、フランスの高校（リセ）における哲学教育が政府の圧力を受けるという状況の中で、セルジーにある学習センターに触発されたことがきっかけだという。
デリダは次のように語っている。「政府が作ったわけではないこのコレージュは、国際的な視野を持つ組織であり、何かに反対することではなく、周縁部／余白を均し、問いかけ、切り開き、そして占拠することを使命としている。我々はここで、普通見られない、大学のお墨付きをまだ得ていないようなアプローチを、そして新しい対象、新しいテーマ、新しい分野をこそ称揚したいと思う。そうすることによって、我々は既存のアカデミアよりも多くの学術的交わりを目撃するであろう」。

## 現在の構成員
| - Elena Anastasaki - Manola Antonioli - Guillaume Artous-Bouvet - Quentin Badaire - Sina Badiei - Charles Bobant - Livio Boni - Vanessa Brito - Jean-Jacques Cadet - Rosaria Caldarone - Raffaele Carbone - Gaetano Chiurazzi - Hugues Choplin - Alexandre Chèvremont - Laura Cremonesi - Rémy David - Alessandro De Lima Francisco | - Joana Desplat-Roger - Héctor G. Castano - Marc Goldschmit - Lorena Grigoletto - Emmanuel Guez - Joëlle Hansel - Étienne Helmer - Céline Hervet - Éric Hoppenot - Romaric Jannel - Abbed Kanoor - Igor Krtolica - Alexis Lavis - Anna Longo - Cécile Malaspina - Cédric Molino-Machetto - Mara Montanaro | - Laura Moscarelli - Michel Olivier - Alain Patrick Olivier - Chiara Palermo - Xavier Pavie - Éric Puisais - Stéphanie Péraud-Puigségur - Julien Rabachou - Stéphanie Ronchewski Degorre - Michele Saporiti - Diane Scott - Vicky Skoumbi - Angelo Vannini - Pauline Vermeren - Raphael Zagury-Orly - Barbara Zauli |

## 歴代議長
| - ジャック・デリダ - ジャン＝フランソワ・リオタール - ミゲル・アバンスール - エリアーヌ・エスクバ - フィリップ・ラクー＝ラバルト | - ミシェル・ドゥギー - フランソワ・ジュリアン - ジャン＝クロード・ミルネール - フランソワ・ヌーデルマン | - ブリュノ・クレマン - エヴリーヌ・グロスマン - マチュー・ポット＝ボンヌヴィル - ジョーゴ・サルディーニャ |

## 歴代プログラム・ディレクター
| - ジョルジョ・アガンベン - エリック・アリエズ - アラン・バディウ - シディ・モハメド・バルカ - アントワーヌ・ベルマン - バルバラ・カッサン - フランソワ・シャトレ - ジョゼフ・コーエン - ジャン＝ルイ・デオット - ジャック・デリダ - レジス・ドゥブレ - サリム・アブドゥルマジド - イザベル・アルファンダリー - ジル・バルー - クリストフ・ビール - アリ・ベンマクロフ - フィリップ・ビュトゲン - ジュリアン・コパン - ルイージ・デリア - ギラン・デランド - ダヴィッド・ドュボワ - マリー＝クレール・カロズ＝チョップ - フィリッポ・デル・ルッケーゼ - アンドリュー・フィーンバーグ - 姜丹丹 - ルク・ンゴウェト - ロベルト・ニグロ | - ソラヤ・ノル・スケル - 西山雄二 - アンドレア・ピノッティ - パオロ・クインティーリ - ガブリエル・ロックヒル - マーギット・ルフィン - フェルナンド・サントーロ - ジョーゴ・サルディーニャ - アシュリー・トンプソン - ダニー＝ロベール・デュフール - コリンヌ・エノドー - ルセット・フィナス - ホセ・ヒル - フランソワ・ジュリアン - ギー・ラルドロー - フランソワ・ラリュエル - ジャン・ロクセロワ - ルネ・マジョール - パオラ・マラッティ - サファー・ファティ - アヌーシュ・ガンジプール - マリー・ジル - エリック・ギシャール - ジュリ・アンリ - フランク・ジュドゥレイェフスキ - ナディア・ヤラ・キスキディ - クリスチャン・ラヴァル | - ジェローム・レーブル - アン・ルフェーヴル - カルロス・ロボ - セルア・ルスト・ブルビナ - ジャン＝クレ・マルタン - ナターシャ・ミシェル - パスカル・ミション - ジャン＝クロード・ミルネール - ピエール・ペジュ - フランソワーズ・プルースト - ジャック・ランシエール - フィリペ＝ジョゼフ・サラザール - ベルナール・スティヴェンス - フランソワ・ズーラビシヴィリ - ジョエル・マレリー - ローラ・オデロ - クレール・パジェス - ルカ・パルトリニエリ - グザヴィエ・パパイス - マルク・パヴロプロス - ステファヌ・プジョール - エマヌエル・サランスキ - ギヨーム・シベルタン＝ブラン - フェルハト・タイラン - ブリュノ・ヴェレッキア - バルバラ・サファローヴァ |